# Felipe de Souza Campos
Felipe de Souza Campos, anche noto come Felipe (Jacareí, 24 maggio 1981), è un ex calciatore brasiliano, di ruolo centrocampista.